# Žagolič
Žagolič – miejscowość w Słowenii w gminie Ajdovščina.